# Dama enseñando el pecho
Dama enseñando el pecho (también conocido como La dama que descubre el seno) es un cuadro de dudosa autoría y cronología. Existe una atribución al pintor Tintoretto, realizado en 1545 y otra, como la de la pinacoteca en la que se encuentra, el Museo del Prado que lo asigna a su hijo Domenico Tintoretto y de datación más tardía, en torno a 1570.
La obra, una de las primeras del autor italiano, es un retrato de una modelo, cuya identificación es discutida. Pudiera ser familiar del pintor, Marietta Robusti, también artista. Otras opiniones la identifican con la cortesana veneciana Verónica Franco apoyando su parecer en la propia pose de la modelo en el cuadro.
La luz que impacta en la joven resalta sus atributos, en una de las obras más bellas del autor.